# LyondellBasell
LyondellBasell Industries N.V. (NYSE: LYB) er en hollandsk-amerikansk multinational kemikoncern. De fremstiller primært polyethylen og polypropylen, men også ethen, propen, polyolefin og oxyfuels. Virksomheden er registreret i Nederlandene, hovedkvarter i Houston og kontorer i London.
LyondellBasell blev etableret i 2007, da Basell Polyolefins opkøbte Lyondell Chemical Company.